# 零距离接触
〈零距離接觸〉（英語：Touch My Body）是美國女歌手瑪麗亞·凱莉在2008年2月發行的單曲，它曾獲得美國單曲榜和舞曲單曲榜冠軍，成為瑪麗亞·凱莉第18首全美冠軍單曲。

## 歌曲介紹

### 收錄專輯
〈零距離接觸〉最早收錄於瑪麗亞·凱莉第11張個人錄音室專輯《蝴蝶效應》中，它也是這張專輯所推出的首支主打單曲。

### 單曲簡介
〈零距離接觸〉的歌詞描述了“兩人之間秘密的約會”，歌曲獲得了樂評的好評，樂評稱讚了歌曲輕流行的節奏和歌曲的钩部；然而，歌曲也因凯莉未在其中展现自己广为称赞的五个八度音域而遭到了批评。
歌曲的音乐录像带由曾经导演过凯莉5部音乐录像带的电影制作人布莱特·拉特纳导演。剧情讲述了一个电脑工程师来到凯莉家中修电脑，在修电脑的过程中，工程师幻想和凯莉一起玩枕头战、激光枪战、吉他英雄、电刷车与飞盘等游戏，每一种游戏中凯莉均有不同的打扮。

### 商業成績
〈零距離接觸〉在2008年3月1日進入單曲榜，首週成績僅第57名，不過它在2008年4月12日從第15名一躍至榜首並蟬連兩週冠軍，成為瑪麗亞·凱莉的第18首冠軍單曲。
〈零距離接觸〉的首周销量是285,544，不仅成為她自己职业生涯中单曲最佳的首周及单周销量（包括实体单曲及数码单曲），同时也是数位下载历史上首周最佳成绩第三位，仅次布兰妮·斯皮尔斯的〈愛情玩咖〉(286,000)和佛罗·里达的〈Right Round〉(636,303)。

## 樂壇紀錄
瑪麗亞·凱莉以18首冠軍單曲，超越了猫王17首冠軍單曲的紀錄，晉身為史上第二位冠軍單曲最多的藝人，僅次於披頭四樂團的20首，亦是史上擁有最多首冠軍單曲的個人藝人。